# تحلية مياه

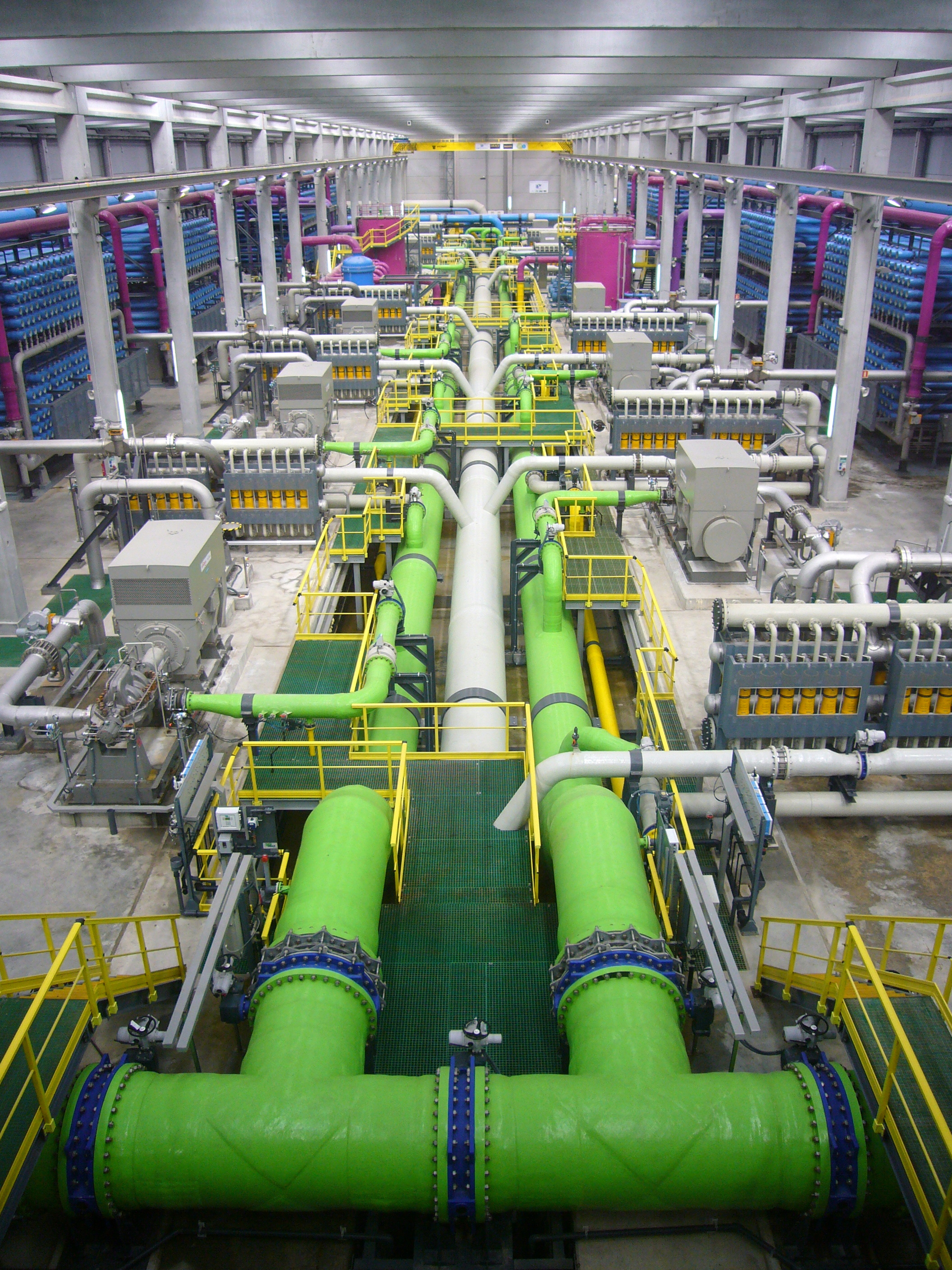
محطة تحلية المياه بالتناضح العكسي

الإعذاب أو إزالة الملوحة أو تحلية المياه أو الزّملحة هي سلسلة من العمليات الصناعية تجرى لإزالة كل أو جزء من الأملاح الزائدة والمعادن من المياه. وقد يستخدم هذا المصطلح إلى إزالة الأملاح والمعادن الذائبة في الماء. ويمكن تحلية مياه البحر لتصبح من الممكن استخدامها في الحياة العملية كالزراعة والشرب والصناعة .
يهتم بهذا العلم التطبيقي الآن عدد كبير من الدول التي تعاني من نقص المياه ومن المتوقع خلال العشر سنوات القادمة أن ينمو تطبيق هذا العلم بشكل كبير نظرا لما هو متوقع من حدوث أزمات مائية في الكثير من دول العالم، حيث أن بعض الإحصاءات تشير إلى وفاة مئات الآلاف سنويا بسبب ندرة المياه النقية لاستخدام الإنسان. كما أن دول الخليج العربي تقوم بتحلية مياه البحر على المستوى الصناعي . وحاليا تعاني كاليفورنيا من نقص كبير في هبوط الأمطار وحالة جفاف خلال السنوات الماضية ولهذا فهم يشرعون بإنشاء 17 محطة لتحلية المياه على المستوى الصناعي.
تتطلب عملية التحلية تقنيات تستهلك طاقة ومالاً بشكل كبير مخلفة آثارا ضارة على البيئة. فتعتبر استهلاك الطاقة في عملية التحلية من المشاكل المهمة والعقبات الصعبة التي تحتاج إلى تذليل وهي من الأهداف التي يجري العمل عليها في المراكز العلمية والتي تركز على إيجاد بدائل ذات استهلاك أقل للطاقة وأكثر فاعلية وصديقة للبيئة.
يتنوع توجه العالم الحالي بين تحلية مياه البحر أو معالجة مياه الصرف الصحي والأمطار وإعادة استخدامها. فنجد أن أغلب معامل تحلية المياه تقع في الخليج العربي وليبيا بينما أكثر معامل المعالجة في مناطق متفرقة في العالم مثل الولايات المتحدة الأمريكية وسنغافورة ودول أوروبا.
تتم عملية التحلية بثلاث مراحل أساسية قبل عملية التوزيع والضخ في الشبكة وهي كالتالي:
- المعالجة الأولية للمياه
- عملية إزالة الأملاح للمياه
- المعالجة النهائية للمياه[5]

## خلفية تاريخية
ذكر الفيلسوف اليوناني أرسطو في كتابه «الآثار العلوية» أن: «الماء المالح يصبح حلوًا بعد تحوله إلى حالة البخار، ولا يعود مالحًا مرةً أخرى بعد تكاثفه»، ولاحظ أن وعاء الشمع الناعم يحتفظ بالمياه الصالحة للشرب بعد غمره في مياه البحر لفترة كافية، حيث يعمل كحاجز لترشيح الملح.
شهدت الصين في نفس الفترة إحدى عمليات تحلية مياه البحر. ذُكر في كتاب «كلاسيكية الجبال والبحار المائية في «حقبة الممالك المتحاربة» وفي «نظرية العام نفسه» في «عهد سلالة هان الحاكمة» أن الناس صنعوا من حصائر الخيزران المستخدمة في تبخير الأرز طبقةً خارجية رقيقة بعد الاستخدام لفترة طويلة. اتسم ذلك الغشاء الرقيق المتشكل بوظائف الامتصاص والتبادل الأيوني التي تمكنه من امتصاص الملح.
ظهرت أمثلة عديدة لتجارب تحلية المياه في العصور القديمة والعصور الوسطى، واتسع نطاق هذه التجارب في العصر الحديث. يمثل ليوناردو دا فينشي (فلورنسا، 1452) أحد الأمثلة الجيدة على هذه التجربة، فقد أدرك أنه يمكن صنع المياه المقطرة بتكلفة زهيدة وبكميات كبيرة من خلال تركيب جهاز التقطير مع موقد الطهي. استمر العمل على تحسينات التقطير خلال العصور الوسطى في أماكن أخرى من أوروبا الوسطى، مع أن تحلية المياه لم تكن مقصودة بالضرورة من هذه الأعمال.
رُكبت أول محطة رئيسية لتحلية المياه على الأرض في ظل ظروف طارئة على إحدى الجزر قبالة سواحل تونس في عام 1560. يُقال بأن الجيش التركي حاصر حامية عسكرية قوامها 700 جندي إسباني، وتمكن قائد الحامية أثناء الحصار من تصنيع جهازٍ لإنتاج 40 برميل من المياه العذبة يوميًا، لكن لم تصل إلينا أي تفاصيل عن ذلك الجهاز.
كانت تحلية المياه قبل الثورة الصناعية تمثل معضلة للسفن العابرة للمحيطات، حيث كانت تحتاج بخلاف ذلك إلى الاحتفاظ على متنها بإمدادات من المياه العذبة. أفاد السير ريتشارد هوكينز (1562-1622)، الذي قام برحلات واسعة في البحار الجنوبية، أنه كان يستطيع تزويد رجاله بالمياه العذبة عن طريق التقطير على متن السفينة. نشرت العديد من الشخصيات البارزة في أوائل القرن السابع عشر مثل فرانسيس بيكون و والتر رالي تقاريرًا عن تحلية المياه. تناولت هذه التقارير وغيرها، أول نزاع بشأن براءات الاختراع فيما يتعلق بأجهزة تحلية المياه. اُعتمدت أول برائتين للاختراع فيما يتعلق بتحلية المياه في عامي 1675 و 1683 (برائتا الاختراع رقم 184 ورقم 226، اللتان نشرهما ويليام والكوت وروبرت فيتزجيرالد (وآخرون)، على التوالي). لم يدخل أي من الاختراعين الخدمة مع ذلك بسبب صعوبات التوسع. لم تشهد عمليات تقطير مياه البحر أي تحسينات كبيرة على مدار 150 عامًا من منتصف القرن السابع عشر حتى عام 1800.
بيعت الفرقاطة بروتيكتور إلى الدنمارك في ثمانينيات القرن الثامن عشر (باسم السفينة هوسارين)، وخضعت للدراسة وسُجلت حالتها بالتفصيل. عمل توماس جيفرسون في الولايات المتحدة على فهرسة الأساليب الحرارية التي تعود إلى القرن السادس عشر، وخرج بنصائح عملية نُشرت لجميع السفن الأمريكية على الجانب الخلفي من تصاريح الإبحار.
شكّل عام 1800 تقريبًا نقطة البداية لتتغير الأمور بسبب اختراع المحرك البخاري وما يُسمى بعصر البخار. أحدثت معرفة الديناميكا الحرارية لعمليات البخار والحاجة إلى مصدر مياه نقية لاستخدامه في الغلايات تأثيرًا إيجابيًا فيما يتعلق بأنظمة التقطير. أدى تمدد الاستعمار الأوروبي كذلك إلى الحاجة إلى المياه العذبة في الأجزاء النائية من العالم، وتهيئة الأجواء المناسبة لتحلية المياه.
ظهرت إمكانيات هذه الأجهزة في تحلية المياه سريعا بالتزامن مع تطوير الأنظمة التي تستخدم البخار وتحسينها (أجهزة تبخير متعددة التأثيرات). حصل ألفونس رينيه لو مير دي نورماندي في عام 1852، على براءة اختراع بريطانية لوحدة تقطير مياه البحر ذات الأنبوب الرأسي، وانتشر استخدامها على متن السفن بفضل بساطة تصميمها وسهولة بنائها. غابت الوحدات الأرضية عن المشهد حتى النصف الأخير من القرن التاسع عشر. اشترى جيش الولايات المتحدة ثلاثة مبخرات نورماندي في ستينيات القرن التاسع عشر، حيث تصل سعة كل منها إلى 7000 جالون/يوم وقام بتركيبها على جزيرتي كي ويست ودراي تورتوغاس. أنشئت محطة أرضية أخرى في سواكن خلال ثمانينيات القرن التاسع عشر وقامت بتوفير المياه العذبة للقوات البريطانية هناك. تميزت المحطة بمقطرات ذات ستة تأثير بسعة 350 طن/يوم.
طُورت العديد من التقنيات في أعقاب الحرب العالمية الثانية مثل التقطير بالوميض متعدد التأثيرات والتقطير بالوميض متعدد المراحل. تشكل تقنية تحلية المياه بالتجميد والذوبان أحد أبرز الأمثلة اللافتة للانتباه. تعتمد تحلية المياه بالتجميد والذوبان (التحلية بالتبريد) على التخلص من المعادن المذابة من المياه المالحة عن طريق التبلور.
أُنشئ مكتب المياه المالحة التابع لوزارة الداخلية الأمريكية في عام 1955 وفقًا لقانون تحويل المياه المالحة لعام 1952. كان نقص المياه في كاليفورنيا والمناطق الداخلية الغربية للولايات المتحدة هو الدافع وراء إصدار القانون. خصصت وزارة الداخلية بعض الموارد مثل منح الأبحاث والموظفين الخبراء وبيانات براءات الاختراع وتوفير الأراضي لعمل التجارب وإحراز مزيد من التقدم.
أسفرت هذه الجهود عن إنشاء فوق 200 محطة تحلية كهربائية وتقطير حول العالم، وأبحاث التناضح العكسي، والتعاون الدولي (مثل عقد أول ندوة ومعرض دولي لتحلية المياه في عام 1965). شهد عام 1974 اندماج مكتب المياه المالحة في مكتب أبحاث موارد المياه.
شهد عام 1961 افتتاح أول محطة صناعية لتحلية المياه في الولايات المتحدة في فريبورت بولاية تكساس بعد عقد من الجفاف الإقليمي.
بدأت تقنية التناضح العكسي أواخر الستينيات وأوائل السبعينيات في إظهار نتائج واعدة لتحل محل وحدات التحلية الحرارية التقليدية. أجريت عدة أبحاث في جامعات كاليفورنيا، في شركة داو للكيماويات ودوبونت. تناولت العديد من الدراسات طرق تحسين أنظمة تحلية المياه. اُفتتحت أول محطة تناضح عكسي تجارية وهي محطة تحلية كوالينجا، بكاليفورنيا عام 1965 للمياه منخفضة الملوحة. صمّم الدكتور سيدني لوب، بالاشتراك مع طاقم جامعة كاليفورنيا في لوس أنجلوس، محطة تجريبية كبيرة لجمع البيانات حول التناضح العكسي، ونجح بما يكفي لتوفير المياه العذبة لسكان كوالينجا. شكّلت هذه مرحلة فارقة في تكنولوجيا تحلية المياه، وأثبت جدوى التناضح العكسي ومزاياه مقارنة بالتقنيات الحالية (الكفاءة، وعدم تغيير المرحلة، والتشغيل في درجة حرارة الغرفة، وقابلية التوسع، وسهولة توحيد المعيار). بدأ تشغيل أول محطة لتحلية مياه البحر بطريقة التناضح العكسي بعد سنوات قليلة في عام 1975.
شُغل أكثر من 2000 محطة بدايةً من عام 2000. أنشئت أكبر المحطات في السعودية وإسرائيل والإمارات وكانت السعودية صاحبة أكبر محطة بحجم 1,401,000 متر مكعب يوميًا (رأس الخير).
وصل عدد المحطات قيد التشغيل إلى 22,000 محطة اعتبارًا من عام 2021. ركّبت كتالونيا في عام 2024 محطة بحرية عائمة قرب ميناء برشلونة واشترت 12 وحدة تحلية متنقلة لشمال كوستا برافا لمكافحة الجفاف الشديد.
بلغ متوسط التكلفة 0.75 دولار للمتر المكعب في عام 2012. انخفضت التكلفة بحلول عام 2022، (قبل التضخم) إلى 0.41 دولار. نمت إمدادات تحلية المياه بمعدل مركب يفوق 10%، مع مضاعفة الوفرة كل سبع سنوات.

## تحلية المياه في جميع أنحاء العالم
ويوجد حوالي 15 ألف محطة لتحلية المياه حول العالم. وأبرز وأكبر المصانع موجودة في دولة الإمارات العربية المتحدة والمملكة العربية السعودية
تمتلك المملكة العربية السعودية بعضًا من أكبر مرافق تحلية المياه في العالم.
يمكن لمجمعي الشعيبة والجبيل إنتاج أكثر من 800 مليون لتر يوميًا. وتستخدم هذه المحطات مجموعة متنوعة من تقنيات تحلية المياه.
تعتبر محطة سوريك الإسرائيلية أكبر محطة غشائية تعمل بالتناضح العكسي لمياه البحر. ويمكن لهذا المصنع أن ينتج 540 مليون لتر يوميا.

## تحلية المياه في دول الخليج العربية
لطالما كانت دول الخليج العربية رائدة في السوق في مجال الاستثمار في تحلية المياه وتطويرها. يعود تاريخ تجربة تقنيات تحلية المياه إلى تسعينيات القرن التاسع عشر، وكانت استجابة لاحتياجات حجاج مكة من المياه. ومع ذلك، لم يتم إنشاء أولى محطات تحلية المياه الحديثة في البحرين والكويت والمملكة العربية السعودية وقطر إلا في الخمسينيات من القرن الماضي. وفي عام 1965 أنشأت المملكة العربية السعودية إدارة عامة لتحلية المياه المالحة ضمن وزارة البيئة والمياه والزراعة، وتم بناء أول محطات تحلية المياه في البلاد في الوجه وضبا عام 1969، تليها جدة عام 1970 والخبر عام 1973.

## طرق تحلية المياه
الطرق المتبعة لتحلية المياه حاليا تتمحور حول طريقتين وهما:
- باستخدام الأغشية وتسمى أحيانا طريقة التناضح العكسي وهي تعمل بالكهرباء.
- باستخدام التبخير بالحرارة وتلك الطريقة معروفة باسم التقطير.

باستخدام الأغشية: يتم في عملية تحلية المياه استخدام غشاء نصف نافذ يعرف بغشاء التناضح العكسي حيث يسمح هذا الغشاء بمرور الماء العذب في اتجاه الضغط المنخفض وعدم مرور الملح و البكتيريا من خلالها . يحتاج ذلك زيادة الضغط على ناحية الغشاء التي تملؤها مياه البحر، ويبلغ هذا الضغط نحو 70 بار (70 ضغط جوي). وعادة ينتج هذا الضغط بمضخات تعمل بالكهرباء.
يتم أيضا استخدام أغشية أخرى لهذه العملية كالفرز الغشائي الكهربائي.
هناك أنواع أخرى يجري البحث عليها كالتناضح الأمامي وفلتر النانو وغشاء التحلية، ومعظم الأبحاث الموجودة تركز على إيجاد أغشية أفضل وأكثر فعالية فيتوقع انتشار تحلية المياه في أماكن كثيرة خلال الخمس وعشرين سنة القادمة.
التقطير: و تكمن هذه العملية في رفع درجة حرارة المياه المالحة إلى درجة الغليان وتكوين بخار الماء الذي يتم تكثيفه بعد ذلك إلى ماء مقطر فيكون الماء المقطر خاليا من الملح . هذا الماء المقطر ليس له طعم، ومن ثم يعالج بإضافات ليكون ماء صالحا للشرب أو الري. تستخدم هذه التقنية غالبا عندما يتطلب الأمر معالجة مياه شبه خالية من الأملاح للتطبيقات الصناعية والكيميائية والحيوية... إلخ.
الطاقة الحرارية المستخدمة قد تكون ناتجة من الغاز الطبيعي أو الفحم أو من مفاعل نووي ، وبها تتم عملية تبخير الماء.
وللتقطير المستخدم في عملية التحلية أربعة أنواع وهي:
- التقطير العادي: يتم غلي الماء المالح في خزان ماء بدون ضغط. ويصعد بخار الماء إلى أعلى الخزان ويخرج عبر مسار موصل إلى المكثف الذي يقوم بتكثيف بخار الماء الذي يتحول إلى قطرات ماء يتم تجميعها في خزان الماء المقطر. وتستخدم هذه الطريقة في محطات التحلية ذات الطاقة الإنتاجية الصغيرة.
- التقطير الومضي متعدد المراحل: اعتماداً على الحقيقة التي تقر أن درجة غليان السوائل تتناسب طردياً مع الضغط الواقع عليها فكلما قل الضغط الواقع على السائل انخفضت درجة غليانه. وفي هذه الطريقة تمر المياه المالحة بعد تسخينها إلى غرف متتالية ذات ضغط منخفض فتحول المياه إلى بخار ماء يتم تكثيفه على أسطح باردة ويجمع ويعالج بكميات صالحة للشرب. وتستخدم هذه الطريقة في محطات التحلية ذات الطاقة الإنتاجية الكبيرة (30000 متر مكعب أي حوالي 8 ملايين جالون مياه يوميا).
- التقطير متعدد المراحل (متعدد التأثير): تقوم المقطرات المتعددة التأثيرات بالاستفادة من الأبخرة المتصاعدة من المبخر الأول للتكثف في المبخر الثاني. وعليه، تستخدم حرارة التكثف في غلي الماء المالح في المبخر الثاني، وبالتالي فإن المبخر الثاني يعمل كمكثف للأبخرة القادمة من المبخر الأول، وتصبح هذه الأبخرة في المبخر الثاني مثل مهمة بخار التسخين في المبخر الأول. وبالمثل، فإن المبخر الثالث يعمل كمكثف للمبخر الثاني وهكذا ويسمى كل مبخر في تلك السلسة بالتأثير.
- التقطير باستخدام الطاقة الشمسية: تعتمد هذه الطريقة على الاستفادة من الطاقة الشمسية في تسخين المياه المالحة حتى درجة التبخر ثم يتم تكثيفها على أسطح باردة وتجمع في مواسير.

## مراحل تحلية المياه
1. المعالجة الأولية للمياه: ويتم فيها إزالة جزء كبير من المواد العالقة بالمياه كالتراب والبكتيريا. وتتم إما عن طريق المعالجة الأولية التقليدية للمياه أو عن طريق المعالجة الأولية الحديثة للمياه. ويتم في هذه العملية إضافة بعض المواد الكيميائية لتسهيل عمليات المعالجة.[25]
2. عملية إزالة الأملاح: ويتم فيها إزالة جميع الأملاح الذائبة في المياه والفيروسات والمواد الأخرى كالمواد الكيميائية والعضوية المنقولة والذائبة في الماء. وتتم عن طريق استخدام الأغشية أو التقطير. أنظر طرق تحلية المياه
3. المعالجة النهائية للمياه: ويتم فيها إضافة بعض الأملاح والمواد الأخرى لجعل الماء صالحا للاستخدام البشري وهذا يتم فقط عندما يكون الهدف من العملية خدمة المرافق التابعة للاستهلاك المباشر للبشر كالشرب أو الاستخدام المنزلي أو الزراعة. لا يتم إضافة الأملاح إذا كان الغرض منها استخدامات في تطبيقات الصناعة والأدوية لأنها تؤثر سلبا على جودة المنتج.

## المشاكل البيئية وعوامل يجب النظر إليها
هناك مشاكل بيئية يجب النظر إليها عند النظر إلى تحلية المياه. فمجمل عملية التحلية تستهلك طاقة كبيرة والتي يحصل عليها من قبل حرق الوقود أو النفط أو استخدام الطاقة الكهربائية أو الطاقة النووية وبالتالي ترفع نسبة ثاني أكسيد الكربون أو مخافة مضاعفات التسريب النووي الإشعاعي.

أيضا من المشاكل البيئية هو مخلفات عملية التحلية وهو ما يعرف بالمحلول الملحي المركز والذي يزيد عند إلقائه في البحر كمية الأملاح الذائبة فيه وبالتالي يؤثر سلبا على الحياة البحرية. ويجب اختيار مكان الأخذ من مصدر المياه وكيفية ضخ المياه إلى معمل التحلية وذلك لأنها قد تزيد من الطاقة المستخدمة وكذلك اختيار مكان التخلص من الماء المركز بالملح حتى لا يؤثر تأثيراً ضارا بالأحياء المائية.

هناك مشاكل أخرى تتعلق بالمواد الكيميائية المستخدمة في عملية التحلية وهي إن زادت عن حدها فهي تسبب أمراضا على المدى البعيد.

## مجالات البحث والتطوير
في مراكز الأبحاث حول العالم تتم الأبحاث حول أحد المحاور التالية:
- إيجاد بدائل للطرق الحالية لعملية التحلية: وذلك عن طريق ايجاد أغشية جديدة تكون أفضل من الحالية في عملية فصل الأملاح واختيار العوامل الكيميائية والتشغيلية المناسبة.
- إيجاد بدائل للمواد الكيميائية المضافة: وذلك عن طريق استخدام الهندسة الوراثية لتسريع عملية تنقية المياه ومعالجتها باستخدام الأحياء الدقيقة
- إيجاد بدائل للطاقة المستخدمة لعملية التحلية: وذلك عن طريق استخدام الطاقة المتجددة كالطاقة الشمسية أو طاقة الرياح، أو بطاقة أمواج البحر .

## اقرأ أيضا
- المعالجة الأولية التقليدية للمياه
- المعالجة الأولية الحديثة للمياه
- تبخير فجائي
- تناضح عكسي
- محطة تناضح عكسي
- تحلية المياه في السعودية
- تحلية مياه البحر عن طريق طاقة الرياح